# Thorkel de Namdalen
Thorkel de Namdalen (n. 810) fue un jarl noruego del reino de Namdalen que vivió entre mediados y finales del siglo IX. Thorkel casó con la hija de Ketil Trout de Hrafnista y tuvieron un hijo, Ketil Trout, uno de los personajes más relevantes de los primeros asentamientos noruegos en Islandia. Fue abuelo de Hrafn Hængsson, el primer lagman de Islandia.